# Guilfoylia monostylis
Guilfoylia monostylis är en tvåhjärtbladig växtart som först beskrevs av George Bentham, och fick sitt nu gällande namn av F. Müll.. Guilfoylia monostylis ingår i släktet Guilfoylia och familjen Surianaceae. Inga underarter finns listade i Catalogue of Life.